# Michael C. Malin
Michael C. Malin (né en 1950 à Los Angeles) est un astronome américain, docteur en géologie et science planétaire (Planetary Sciences and Geology) président Directeur général et fondateur de la société Malin Space Science Systems. Depuis le milieu des années 1990, sa société a développé de nombreuses caméras en lumière visible embarquées sur les sondes spatiales de la NASA et réalise dans certains cas la gestion de ces instruments durant la phase opérationnelle.

## Biographie
Michael Malin est né à Los Angeles en 1950. Excellent joueur de trombone, il est accepté à la Julliard school of music, mais il décide d'aller à Berkeley étudier la physique. Il poursuit ses études à Caltech, avec un doctorat en sciences planétaires et en géologie, obtenu en 1975. 
Après son doctorat, il travaille quatre ans au sein du Jet Propulsion Laboratory de la NASA, qu'il quitte à la fin de la mission Viking 1 pour devenir professeur de géologie à l'Université d'État de l'Arizona. 
En 1990, il retourne en Californie et crée Malin Space Science Systems (MSSS), une entreprise qui a acquis une notoriété pour avoir développé un grand nombre de caméras utilisées par les sondes spatiales de la NASA lancées vers la planète Mars.
À la tête de son entreprise, il gère des caméras sur des satellites autour de la Lune (Lunar Reconnaissance Orbiter), de Mars (Mars Reconnaissance Orbiter, Mars Global Surveyor, etc.) et de Jupiter (Juno).

## Récompenses[2]
- 2005 : Carl Sagan Memorial Award
- 1987  Prix MacArthur
- 2002 : NASA Exceptional Scientific Achievement Medal[3]
- 2002 : G. K. Gilbert Award for Excellence in Geomorphic Research[4]
- 2003 : Caltech Distinguished Alumni Award[3]